# لوکو ویلینگهام
لوکو ویلینگهام (انگلیسی: Le'coe Willingham؛ زادهٔ ۱۰ فوریهٔ ۱۹۸۱) بازیکن بسکتبال اهل ایالات متحده آمریکا است.
از باشگاه‌هایی که در آن بازی کرده‌است می‌توان به فینکس مرکوری و آتلانتا دریم اشاره کرد.